# Rocks and Honey
Rocks and Honey —en español: Rocas y miel— es el decimosexto álbum de estudio grabado por la cantante galesa Bonnie Tyler, primero publicado por ZYX Music el 8 de marzo de 2013. Ocho años desde que Wings fuera lanzado en 2005, esta fue la brecha más larga entre lanzamientos de discos en la carrera de Tyler, y es el primero de sus álbumes de estudio alcanza un puesto en las listas del Reino Unido desde 1988. Con las canciones escritas por compositores en Nashville, como Frank J. Myers, Desmond Child, Brett James y Beth Hart, el álbum se compone de una serie de canciones que recuerdan los álbumes de Tyler a partir de la década de 1970 con elementos de country rock.
El álbum recibió críticas generalmente positivas, los críticos elogiaron la voz de Tyler, así como la consistencia del álbum. Rocks and Honey tuvo un éxito moderado en Europa, alcanzando el número 28 en Dinamarca, el número 52 en el Reino Unido y el número 59 en Alemania y Suiza. Tyler se embarcó en su gira Sudáfrica 2013 tras el Festival de Eurovisión. El sencillo «Believe in Me» representó al Reino Unido en el Festival de Eurovisión 2013 en Malmö, Suecia, el 18 de mayo de 2013, y ha trazado en el UK Singles Chart en el número 93. El álbum fue nombrado en referencia al contraste entre la voz de Tyler y su compañero de dúo Vince Gill en el tema «What You Need from Me». Los siguientes sencillos, «This Is Gonna Hurt» y «Love is the Knife», fueron lanzados en agosto y septiembre de 2013, respectivamente.

## Grabación
Los planes para el lanzamiento de Rocks and Honey se remontan hacia el 2008, donde se publicó una entrevista con Tyler en un periódico turco. Ella anunció que estaría trabajando con Jim Steinman para su nuevo álbum y estaba apuntando para un lanzamiento en el verano de 2009. Debido a razones de salud, Steinman no logró trabajar en el álbum. Luego, en septiembre de 2008, Tyler fue entrevistada en un programa de radio de Internet llamado The Bat Segundo Show, donde ella dijo que había grabado demos de varias pistas y se había acercado a Bryan Adams para hacer un dueto para el álbum, pero dijo que «no es el momento».
Durante una entrevista en 2010 en Nueva Zelanda en la preparación para actuar en un concierto benéfico, Tyler dijo que ella había grabado seis canciones para el álbum, esperando un lanzamiento en algún momento de 2011. En los años previos a la publicación del álbum, Tyler realizó nuevas canciones como «You Are The One», «Don't Tell Me It's Over Now», «It's My Name», y «Is That Thing Loaded?». Sin embargo, ninguna de estas canciones se han añadido al álbum, a pesar de que Tyler había anunciando durante varios conciertos que habían sido grabadas, o iban a ser registrado. «Under One Sky» tampoco salió a la venta en el nuevo álbum, sino que fue lanzado el 2011 álbum recopilatorio de Tyler, Best of 3 CD. Durante una entrevista, mientras promocionaba su álbum en el Reino Unido, dijo que existía la posibilidad de que «Is That Thing Loaded?» pudiese incluirse en un futuro álbum.
El 22 de febrero de 2012, Desmond Child anunció en su cuenta de Twitter que Tyler había estado grabando algunas de sus canciones en Nashville con David Huff como productor. Una actualización sobre las novedades del nuevo álbum fue publicada en el sitio web Bonnie Tyler en 13 de febrero de 2012, donde se anunció que Tyler había estado grabando en Nashville. Noticias sobre una grabación demo de «What You Need From Me» fue introducido el 16 de abril de 2012, en el que también dijo que había visitado Los Ángeles para ayudar con la mezcla de algunas canciones. Tyler anuncio el título del álbum durante una entrevista en Noruega en julio de ese mismo año.
Entre el lanzamiento de Rocks and Honey y Wings en 2005, Tyler había publicado una serie de compilaciones incluyendo Best Of 3 CD con Stick Music, su compañía discográfica anterior. ZYX Music, la primera compañía discográfica que lanzó Rocks and Honey, primero firmó con Tyler en 2011 y puso a la venta un concierto de vivo de Bonnie Tyler en Alemania en 1993, en CD y DVD.

### Título del álbum
«What You Need from Me» fue escrito por Jon Randall y Jessi Alexander y se realizó un demo por Bonnie Tyler cuando visitó una empresa editorial en Nashville en 2011. Después de escuchar la canción se acercó a Vince Gill para grabar la canción a dúo con él. Después de grabar la canción, Tyler dijo que alguien comparó sus voces y que era una combinación de rocas y miel, la cual llevó a Tyler a nombrar el álbum Rocks and Honey (rocas y miel).

## Lanzamiento y promoción
Tyler anunció por primera vez el título del álbum en la BBC Radio en Gales en agosto de 2012. En el mismo programa, «What You Need From Me» se convirtió en la primera canción del álbum que se sonaría en la radio internacional. La segunda canción que se hizo pública fue «All I Ever Wanted», que Tyler presentó en vivo en Alemania.
Rock and Honey debió ser lanzado en octubre de 2012, aunque después de que Tyler fue invitada a participar en el Festival de la canción de Eurovisión, el lanzamiento fue pospuesto durante cinco meses. El álbum se hizo por primera vez disponible para la venta a los franceses en la tienda de Amazon en febrero de 2013.

### Sencillos
«Believe in Me» fue anunciado para ser la canción del Reino Unido en el Festival de la canción de Eurovisión el 7 de marzo, y fue lanzado en el Reino Unido como una sola descarga el 13 de marzo y en un Maxi-CD el 15 de marzo en Europa. La canción fue bien recibida por la BBC Radio 2. El 28 de marzo de 2013, también figura el sencillo como «registro de la semana». En una entrevista con Female First Magazine en abril de 2013, Tyler anunció que era probable que la pista «Sunshine» sería el segundo sencillo del álbum, sin embargo, más tarde se anunció que «This Is Gonna Hurt» sería el segundo sencillo, y fue lanzado en agosto de 2013. El 16 de septiembre se anunció a través de la página de fanes no oficial de Bonnie que «Love is the Knife» sería el tercer sencillo, y se llevaría a cabo en el programa de la televisión danesa, difusión Charlies Hjertegalla en danés TV2, junto con otro de sus sencillos de éxito.
Aunque Tyler no lanzó como sencillo, «Mom» fue lanzado más tarde como un sencillo de Garth Brooks en su álbum Man Against Machine.

### Tour
Tyler había expresado sus deseos de una gira con el nuevo álbum en el Reino Unido y Francia. Si bien la promoción del álbum en Francia, se reunió con una empresa turística el 1 de junio de 2013 para discutir una gira por Francia. En agosto de 2013, Tyler comenzó su tour de Sudáfrica 2013, en la que actuó en cinco conciertos en tres ciudades sudafricanas diferentes.

### Bonnie Tyler en el Festival de la canción de Eurovisión 2013
El 28 de abril, Tyler se sometió a varias entrevistas con medios de comunicación, incluyendo Digital Spy, The Sun y el Daily Mail. Al mediodía, Tyler fue entrevistada y luego realizó una versión acústica de la canción «Believe in Me» en Weekend Wogan de la BBC Radio 2 con su grupo de Eurovisión. Para más promoción, Tyler fue una invitada en The One Show el 19 de marzo de 2013, y fue entrevistada en varias emisoras de radio británicas.

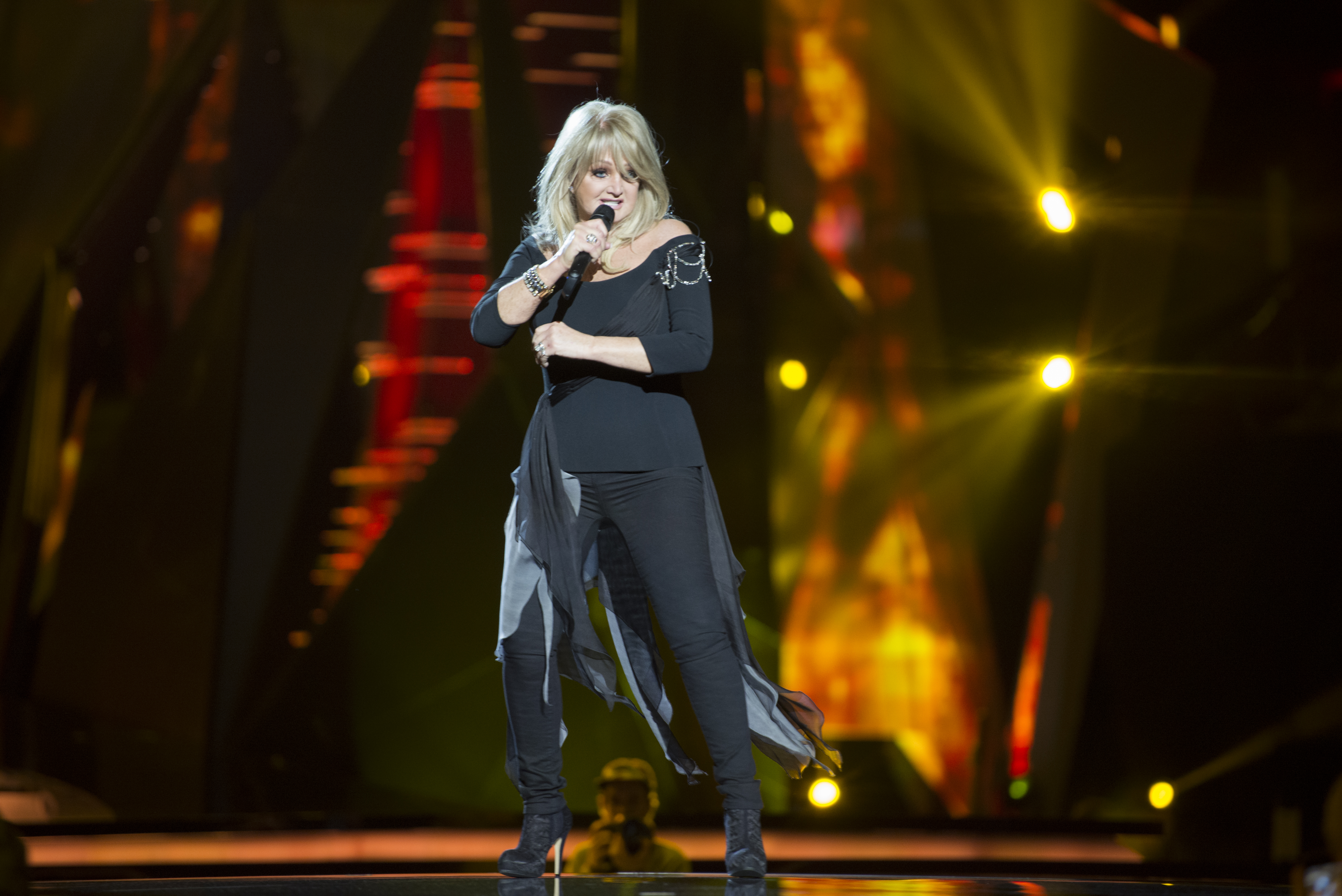
Tyler representante del Reino Unido en el Festival de la Canción de Eurovision, quedando en la posición 19 con 23 puntos

Después, cuando el concurso terminó, la BBC publicó la reacción de varios periodistas y cantantes luego de que Bonnie Tyler quedara en el puesto 19. El Participante de Irlanda y tres veces ganador de Eurovisión Johnny Logan felicito a Tyler, pero sostuvo que la canción no era lo suficientemente fuerte. Del mismo modo, Nathan Moore acordó que la canción no era lo suficientemente fuerte, pero dijo que «fue una gran idea enviar a Bonnie a Eurovisión, hay un montón de amor por Bonnie por ahí». Mick Dalley (de Yahoo! Noticias) convino en que «cantaba muy bien y despertó a la multitud con su final» Believe in Me «simplemente no era lo suficientemente bueno como una canción». La ganadora de Eurovisón por el Reino Unido de 1997 Katrina Leskanich (de Katrina and the Waves) declaró que ella era insuficiente por la entrada de Dinamarca, y esperaba que Tyler hubiera marcado más alto que ella. Periodista británico David Goodman reconoció que la entrada de Tyler fue una mejora respecto al año anterior, aunque argumentó que era una combinación de una mala posición en el orden de ejecución y la canción que mantiene el Reino Unido a partir de una puntuación más alta.

## Respuesta de la crítica
Rocks and Honey recibió críticas mixtas desde su lanzamiento. Dirk Neuhaus del Country Rock Magazine publicó una opinión favorable del álbum, acreditando David Huff y Matt Davis para la producción del álbum y argumentado que «What You Need from Me» es una canción fantástica. Norbert Schiegel de G + J Medios de entretenimiento, describe la canción «Sunshine» como una canción «gratamente pegadiza», y «What You Need from Me» como «sensacional». Describió todo el álbum como «sobresaliente».  Jeremy Williams de The Yorkshire times le dio al álbum una calificación de 5.5. Él pregunta, «¿tiene la voz arenosa de Bonnie Tyler todavía lo que se necesita para hacernos sentir un hormigueo?» La respuesta es simple, sí, y marca el álbum como un «impresionante retorno a sus raíces del country». Él también se pregunta por qué la canción «Little Superstar» no fue elegida para representar a Reino Unido en Eurovisión en vez de «Believe in Me». Del mismo modo, Music-News Andy Snipper sugirió que la pista «Mom» habría sido más adecuado como canción en Eurovisión, aunque describe Rocks and Honey como un álbum fino.
El álbum recibió una crítica agridulce de Adam Carroll. Él dice que «This is Gonna Hurt» ofrece un sólido comienzo al álbum, con «Sunshine» siendo su canción favorita, y aunque no le gustaron las baladas, describe: «Believe in Me» como una canción fantástica. Sin embargo, considera que «What You Need from Me» es una de las canciones más débiles en el álbum, y describe la voz de Tyler como «áspera y golpeada». Virgin Media Ian Gittins dio al álbum 3 estrellas. Declaró que el álbum no tiene nada nuevo que ofrecer, y podría haber sido grabado en cualquier momento entre 1978 y la actualidad. La más baja crítica del álbum ha sido dada por Thomas Ingham de OMH Media, que le dio al álbum 2 y media estrellas, describen el formato del disco como «simple - en voz alta, tranquilo, fuerte, tranquilo» y se compila en una mezcla de «baladas cursis» y canciones country pop-rock, y describe «Flat On The Floor», como «un cliché, pero preocupantemente pegadiza».

## Lista de canciones
| N.º | Título                                        | Escritor(es)                                        | Duración |  |
| 1.  | «This is Gonna Hurt»                          | Kurt Allison, Kelly Archer, David Fanning           | 3:07     |  |
| 2.  | «Sunshine»                                    | Stefanie Ridel, Michael Smith, Jen Alden            | 2:52     |  |
| 3.  | «Believe in Me»                               | Desmond Child, Lauren Christy, Christopher Braide   | 3:57     |  |
| 4.  | «What You Need from Me» (con Vince Gill)      | Jon Randall, Jessi Alexander                        | 4:03     |  |
| 5.  | «Crying»                                      | James House, Kyle Jacobs, Andrew Copeland           | 3:24     |  |
| 6.  | «Little Superstar»                            | James House, Beth Hart                              | 3:08     |  |
| 7.  | «Flat on the Floor»                           | Ashley Monroe, Brett James                          | 3:20     |  |
| 8.  | «All I Ever Wanted»                           | Frank J. Myers, Gary Baker, Zoran Konevic           | 3:46     |  |
| 9.  | «Stubborn»                                    | Desmond Child, Keeley Hawkes, Peter Mansson         | 3:46     |  |
| 10. | «Love is the Knife»                           | J.D. Leonard, Jim Sells                             | 4:40     |  |
| 11. | «Lord Help Me»                                | Monroe, Katrina Elam, Carrie Underwood              | 3:33     |  |
| 12. | «Mom»                                         | Wynn Varble, Don Sampson                            | 3:54     |  |
| 13. | «You Try»                                     | Anthony Little, Greg Friia, Mary Danna, Andrew Lane | 4:19     |  |
| 14. | «Believe in Me» (Versión de Eurovisión/radio) | Child, Christy, Braide                              | 3:01     |  |

| UK iTunes bonus track |                                             |              |          |  |
| N.º                   | Título                                      | Escritor(es) | Duración |  |
| 15.                   | «Total Eclipse of the Heart» (2013 versión) | Jim Steinman | 5:53     |  |

## Posicionamiento en listas
| País                                | Mejor posición |
| ----------------------------------- | -------------- |
| Alemania (Offizielle Top 100)       | 59             |
| Reino Unido (UK Albums Chart)       | 52             |
| Reino Unido (UK Independent Albums) | 13             |
| Suiza (Schweizer Hitparade)         | 59             |

## Personal
Créditos adaptados de Allmusic.
- Voz principal – Bonnie Tyler
- vocalista invitado – Vince Gill (canción 4)
- Batería – Chad Cromwell
- Bajo – Jimmie Lee Sloas
- Guitarra acústica / mandolina / dobro / banjo – Ilya Toshinsky
- Guitarras eléctricas – Jerry McPherson, Tom Bukovac, Kenny Greenburg
- Piano / B-3 / synthesizer – Mike Rojas
- Cuerdas – Larry Hall (track 2)
- Coros 
  - Bekka Bramlett (Canción 1, 7, 10 y 11)
  - Jodi Marr (Canción 1, 2, 3, 9 y 14)
  - James House (singer)|James House (Canción 5 y 6)
  - Russell Terrell (Canción 8 y 12)
  - Bob Bailey (Canción 13)
  - Vicki Hampton (Canción 13)
  - Wendy Moten (Canción 13)
  - Derek Lee (Canción 13).
- Coro – Tennessee Gospel Choir (Canción 13)

Producción
- Productores – David Huff (musician)|David Huff
- Productor ejecutivo y dirección – Matt Davis
- Ingeniero de sonido – Drew Bollman
- Asistente de ingeniero – Sorrel Brigman, Seth Morton
- Segundo ingeniero – Chris Small, Chris Ashburn and Miles Suqua

Fotografiar
- Foto de portada – Sergei Arzumanyan
- Página 2 y 6 – Katie Scott
- Página 5 hasta 8 – Andrew Hopkins

Estudios de grabación
- Blackbird Studio, Nashville (Tennessee)
- Ben's Studio, Nashville (Tennessee)
- Star Struck Studio, Nashville (Tennessee)
- Paragon Studio, Nashville (Tennessee)
- Cane Cutting Studio, Miami (Florida)

Mezcla
- Eargasm Studio, Santa Mónica (California)
- Larabee Studio, North Hollywood (California)
- Star Struck Studio, Nashville (Tennessee)